# Big Comic Superior
Big Comic Superior (jap. ビッグコミックスペリオール, Biggu Komikku Superiōru) ist ein japanisches Manga-Magazin, das sich an ein junges männliches Publikum im Alter von 25 bis 30 Jahren richtet und daher zu den Seinen-Magazinen gezählt wird. Es erscheint seit 1987 beim Verlag Shogakukan, der auch Schwestermagazine wie Big Comic herausbringt, und umfasst etwa 300 Seiten. Während des Höhepunktes des Manga-Marktes in den 1990er Jahren verkaufte es sich etwa 700.000 mal je Ausgabe. 2016 lag die verkaufte Auflage bei etwa 108.000.

## Serien (Auswahl)
- Aji Ichimonme von Yoshimi Kurata, Yoshita Abe und Yukie Fukuda
- Azumi von Yū Koyama
- Blood on the Tracks von Shūzō Oshimi
- Bow von Terry Yamamoto
- Chō-Sangokushi – Lord von Buronson und Ryōichi Ikegami
- Fool Night von Kasumi Yasuda
- Gigant von Hiroya Oku
- Heat von Buronson und Ryōichi Ikegami
- Iryū – Team Medical Dragon von Akira Nagai und Taro Nogizaka
- Moonlight Mile von Yasuo Ōtagaki
- Okuribito von Akira Sasō
- Sanctuary von Shō Fumimura und Ryōichi Ikegami
- Sprite von Yūgo Ishikawa
- Strain von Buronson und Ryōichi Ikegami